# Zeitschrift für Kindschaftsrecht und Jugendhilfe
Zeitschrift für Kindschaftsrecht und Jugendhilfe, kurz ZKJ, ist eine deutsche juristische Fachzeitschrift für Kindschafts-, Jugend- und Familienrecht Die Herausgeberschaft erfolgt von Reguvis in Verbindung mit der Bundeskonferenz für Erziehungsberatung e.V. (bke); die Zeitschrift wird vom Bundesanzeiger Verlag in Köln verlegt.
Die Zeitschrift entstand 2006 unter Zusammenführung der Zeitschriften Zentralblatt für Jugendrecht (ISSN 0176-6449) und Kindschaftsrechtliche Praxis (ISSN 1434-8330). In der Erscheinungsweise gilt das Jahr 2006 als der erste Jahrgang. Über das Zentralblatt reicht ihre Tradition bis auf das Jahr 1909 zurück. Ihr Preis liegt 2023 bei 178,00 € jährlich.
Zu den Themen zählen:
- Jugendhilferecht
- Kinderbetreuung
- Hilfen zur Erziehung
- Erziehungsberatung
- Heimerziehung / Pflegekinder
- Steuerung und Verfahren der Jugendhilfe
- Mediation
- Umgangsrecht
- Sorgerecht
- Unterhaltsrecht
- Beistandschaft
- Verfahrenspflegschaft
- Familiengerichtliches Verfahren